# Gymnogryllus birmanus
Gymnogryllus birmanus är en insektsart som beskrevs av Lucien Chopard 1928. Gymnogryllus birmanus ingår i släktet Gymnogryllus och familjen syrsor. Inga underarter finns listade i Catalogue of Life.